# Robert Doisneau
Robert Doisneau (Gentilly, 14 de abril de 1912 – Paris, 1 de abril de 1994) foi um famoso fotógrafo nascido na cidade de Gentilly, Val-de-Marne, na França. Era um apaixonado por fotografias de rua, registrando a vida social das pessoas que viviam em Paris e em seus arredores. 
Doisneau é conhecido por sua imagem de 1950, Le baiser de l'hôtel de ville (O Beijo da Prefeitura), uma fotografia de um casal se beijando em uma movimentada rua parisiense. 
Ele foi nomeado Chevalier (Cavaleiro) da Legião de Honra em 1984 pelo então presidente francês, François Mitterrand.

## Carreira
Doisneau foi um dos fotógrafos mais populares da França. Era conhecido por sua modéstia e imagens irônicas, misturando as classes sociais das ruas e cafés de Paris. Influenciado pela obra de Atget, de Kertész e de Cartier Bresson. Doisneau apresentou em mais de vinte livros uma visão encantadora da fragilidade humana e da vida como uma série de momentos calmos e incongruentes.
As maravilhas da vida cotidiana são tão emocionantes. Nenhum diretor de filmes pode organizar o inesperado que você encontra na rua.

## Prêmios e Comemorações

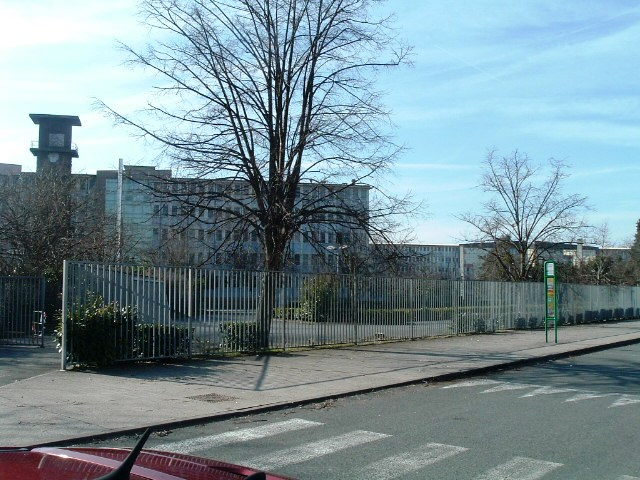
Lycée Robert Doisneau de Corbeil-Essonnes

Robert Doisneau foi nomeado Cavaleiro da Ordem da Légion d'Honneur em 1984. Ele ganhou vários prêmios ao longo de sua vida, incluindo:
- o prêmio de Balzac, em 1986 (Honoré de Balzac);
- o Grand Prix National de la Photographie, em 1983;
- o Prêmio Niépce em 1956 (Nicéphore Niépce);
- o prêmio Kodak em 1947.

Em 1992, a atriz e produtora francesa Sabine Azéma fez o filme Bonjour Monsieur Doisneau.
A Maison de la Photographie Robert Doisneau em Gentilly, Val-de-Marne, é uma galeria fotográfica batizada em sua homenagem.
Em honra da sua fotografia da "cultura de rua das crianças, há várias" Ecole Primaire (Escolas Primárias) em sua homenagem. Um exemplo é a Véretz (Indre-et-Loire).
Muitos dos seus retratos e fotos de Paris a partir do final da II Guerra Mundial até os anos 1950 foram transformadas em calendários e postais e tornaram-se ícones da vida francesa.

## Publicações
- Paris délivré par son peuple. (Do Povo de Paris). Paris: Braun: c.1944.
- La Banlieue de Paris. (Os subúrbios de Paris). Texto de Blaise Cendrars. Paris: Éditions Pierre Seghers, 1949.
- L'Enfant de Paris. (Os Filhos de Paris). Texto de Claude Roy. Neuchâtel: La Baconnière, 1951.
- Sortilèges de Paris. (A magia de Paris). Texto de François Cali. Paris: Arthaud, 1952.
- Les Parisiens tels qu'ils sont. (Os parisienses como são.). Texto de Robert Giraud e Michel Ragon. Paris: Delpire, 1954.
- Instantanés de Paris. (Instantâneos de Paris). Prefácio de Blaise Cendrars. Paris: Arthaud, 1955.
- 1, 2, 3, 4, 5, Compter en s'amusant. (Contagem divertida). Lausanne: La Guilde du Livre, 1955.
  - 1, 2, 3, 4, 5.. Texto de Arthur Gregor. Filadélfia: Lippincott, 1956.
  - 1, 2, 3, 4, 5.. Texto de Elsie May Harris. Londres: Nelson, 1962.
- Despeje que Paris soit. (Esta é Paris). Texto de Elsa Triolet. Paris: Éditions Cercle d'Art, 1956.
- Gosses de Paris. (Filhos de Paris). Texto de Jean Dongués. Paris: Éditions Jeheber, 1956.
- Paris de Robert Doisneau: 148 Fotografias. Texto de Blaise Cendrars. Nova York: Simon & Schuster, 1956.
  - Desfile de Paris: 148 Fotografias. Londres: Thames & Hudson, 1956.
- Le ballet contre l'opéra. (O Ballet e a Ópera). Souillac, Lot: Mulhouse, 1956.
- ABC du dépannage.. Np: Société des pétroles Shell Berre, 1958.
- Bistrots. (Bistros). Texto de Robert Giraud. Le Point: Revue artistique et littéraire, 57. Souillac, Lot: Mulhouse, 1960.
- Arabie, carrefour des siècles: Álbum. (Arábia, encruzilhada dos séculos. Um álbum). Texto de Jacques Benoist-Méchin. Lausanne: La Guilde du livre, 1961.
- Nicolas Schöffer.. Texto de Guy Habasque e Jacques Ménétrier. Neuchâtel: Éditions du Griffon, 1962.
- Conhaque.. Texto de Georges Vial. Cognac: Rémy Martin, 1960 (?). (em inglês)
  - Conhaque.. Texto de Louise de Vilmorin. Paris: Rémy Martin, 1962. (em francês)
- Marius, le Forestier. (Marius, o engenheiro florestal. Os trabalhadores). Texto de Dominique Halévy. Les hommes travaillent. Paris: Éditions Fernand Nathan, 1964.
- Henri Cartier-Bresson, Robert Doisneau, André Vigneau: Trois photographes français. Arles: Musée Réattu, 1965.
  - Catálogo de uma exposição no Musée Réattu de Doisneau, Henri Cartier-Bresson e André Vigneau.
- Épouvantables Épouvantails. (Espantalhos Apavorantes). Paris: Éditions Hors Mesure, 1965.
- Le Royaume d'argot. (O Reino da gíria). Texto de Robert Giraud. Paris: Denoël, 1966.
- Catherine la danseuse. (Catherine. A dançarina). Texto de Michèle Manceaux. Paris: Éditions Fernand Nathan, 1966.
- L'École polytechnique. (O Politécnico). Loos-lez-Lille: L. Danel, 1967.
- L'Oeil objectif. (O olho é uma lente). Marselha: Musée Cantini, 1968.
  - Catálogo de uma exposição no Musée Cantini de Doisneau, Denis Brihat, Lucien Clergue e Jean-Pierre Sudre.
- Le Royaume secret du milieu. (O segredo do reino do meio). Texto de Robert Giraud. Paris: Éditions Planète, 1969.
- Minha Paris. Texto de Chevalier, Maurice. Macmillan Publishers. Nova york. 1972
- Le Paris de Robert Doisneau e Max-Pol Fouchet. Les éditeurs français réunis. França. 1974
- L'Enfant à la Colombe. (A Criança da Pomba). Texto de Sage, James. Edições do Oak. Paris. La Loire. Denoël. Paris. 1978
- Le Mal de Paris. (O Mal de Paris). Texto de Lépidis, Clément. Publicações Arthaud. Paris. Trois Secondes d'éternité. Contrejour. Paris. 1979
- Ballade pour Violoncelle et Chambre Noir. (Uma música para um violoncelo e uma sala escura). co-autor: Baquet, Maurice. Edições Herscher. Paris. 1980
- Robert Doisneau. Texto de Chevrier, Jean-François. Edições Belfond. Paris. 1981
- Passages et Galeries du 19ème Siècle. (Passagens e Galerias do Século XIX). Texto de Delvaille, Bernard. Éditions Balland. Paris. 1982
- Doisneau. Photopoche, Centre national de la photographie. França. 1983
- Paysages, fotografias. (Paisagens). (fotografia de missão para DATAR) Éditions Hazan. Paris. 1985
- Un Certain Robert Doisneau. Edições do Oak. Paris. 1986
- Despeje saluer Cendrars. (Em homenagem aos Cendrars). Texto de Camilly, J. Actes Sud. Arles, França. 1987
- 60 retratos d / artistas. (60 retratos de artistas). Texto de Petit, Jean. Publicações de Hans Grieshaber. Zurique. 1988
- Doisneau. Citações de Doisneau coletadas por Maisonneuve Andre. Éditions Hazan. Paris, França. 1988
- Bonjour Monsieur Le Corbusier. (Olá, Sr. Le Corbusier). Texto de Petit, Jean. Publicações de Hans Grieshaber. Zurique. 1988
- A l'imparfait de l'objectif. (O objeto imperfeito). Edições Belfond. Paris. 1989
- Les Doigts Pleins d'encre. (Dedos cheios de tinta). Texto de Cavanna. Edições Hoëbeke. Paris. 1989
- La Science de Doisneau. (A Ciência de Robert Doisneau). Edições Hoëbeke. Paris. 1990
- Les Auvergnats. (Povo da Auvergne). Com Dubois, Jaques. Imagens de Nathan. Paris. 1990
- Lettres à un Aveugle sur des Photographies de Robert Doisneau. (Cartas a um cego sobre as Fotografias de Robert Doisneau). Texto de Roumette, Sylvain. 1990
- Le Tout sur le tout / Le Temps qu'il fait. (Tudo sobre o clima). Paris. 1990
- Le Vin des rues. Texto de Robert Giraud. Paris: Denoël, 1990.
- Rue Jacques Prévert. Edições Hoëbeke. Paris, França. 1991
- La Compagnie des Zincs. Texto de Carradec, François Carradec. Seghers. Paris. 1991
- Les Grandes Vacances. (Férias de verão). Texto de Pennac, Daniel. Edições Hoëbeke. Paris. 1992
- Mes gens de Plume. Escritos de Doisneau coletados por Dubois, Y. Éditions La Martinière. França. 1992
- Les Enfants de Germinal. (Os filhos de Germinal). Texto de Cavanna. Edições Hoëbeke. Paris. 1993 (Ver também Germinal (mês). A queda)
- Doisneau 40/44. Texto de Ory, Pascal. Edições Hoëbeke. Paris. 1994
- La Vie de Famille. (Vida familiar). Texto de Ory, Pascal. Edições Hoëbeke. Paris. 1994
- Robert Doisneau ou la Vie d'un photographie. (Robert Doisneau. A vida de um fotógrafo. Texto de Hamilton, Peter. Edições Hoëbeke. Paris. 1995
- Mes Parisiens. (Meus parisienses). Publicações de Nathan. Paris. 1997
- Palm Springs 1960. Paris: Flammarion, 2010. ISBN  978-2-08-030129-1. Com prefácio de Jean-Paul Dubois.
- Robert Doisneau, comme un barbare. Texto de André Pozner. Paris: Lux Editions, 2012. ISBN 978-2895961475.